# Micromerys daviesae
Micromerys daviesae là một loài nhện trong họ Pholcidae. Loài này được phát hiện ở Queensland.